# Каза ди Рипозо ди Виланова (Белуно)
Каза ди Рипозо ди Виланова (итал. Casa di Riposo di Villanova) је насеље у Италији у округу Белуно, региону Венето.
Према процени из 2011. у насељу је живело 66 становника. Насеље се налази на надморској висини од 367 м.